# Caruya aculeata
Caruya aculeata är en insektsart som beskrevs av Keti Maria Rocha Zanol 2006. Caruya aculeata ingår i släktet Caruya och familjen dvärgstritar. Inga underarter finns listade i Catalogue of Life.